# ザ・ベリー・ベスト
『ザ・ベリー・ベスト』（英: All the Way… A Decade of Song=遥々と…歌の10年間）は1999年11月12日に発売されたカナダ人歌手セリーヌ・ディオンのベストアルバム。ディオンの通算26枚目、英語盤では7枚目のアルバムとなった。総売上は全世界で2200万枚にもおよび、音楽史上において最も売れたベストアルバムの一つである。

## アルバム概要
このベストアルバムはそれまでのディオンの大ヒット曲に加え、ブリトニー・スピアーズ、バックストリート・ボーイズ、イン・シンクの楽曲を手がけたチームによって書かれたリードオフシングル「ザッツ・ザ・ウェイ・イット・イズ」などの新曲7曲が収録されている。このアルバムの発売に合わせて1999年11月下旬に放送されたCBSの特別番組ではゲストにグロリア・エステファンを招き、セリーヌ・ディオンはイン・シンクとコラボレーションした。
2000年1月1日より、セリーヌ・ディオンはこのアルバムの発売をもって2年間の活動休止に入った。
活動休止後の2000年後半にディオンはワールド・ミュージック・アワードの世界で最も売れた女性ポップアーティスト賞や第14回日本ゴールドディスク大賞アーティスト・オブ・ザ・イヤーとポップ・アルバム・オブ・ザ・イヤーのいずれも洋楽部門、翌2001年1月にはアメリカン・ミュージック・アワードアダルト・コンテンポラリー部門アーティスト賞を受賞している。
2001年、このアルバムに続く形でDVD『ザ・ベリー・ベスト〜ビデオ・コレクション』が発売され、11のヒット曲と7つの新曲のPVやライブ映像が収録された。
またアルバムは同年8月から2003年3月にかけて英語圏とヨーロッパでSuper Audio CDとして再リリースされたほか（日本では2006年8月）、2003年9月にはDVD『ザ・ベリー・ベスト〜ビデオ・コレクション』が付属した2枚組みCD/DVDとして、2008年4月にはスリップケース仕様として一部地域で再リリースされている。

## 収録曲
| #   | タイトル                                                                       | 作詞・作曲                                                                                             | プロデューサー                                     | 時間 |
| --- | ------------------------------------------------------------------------------ | --- | -------------------------------------------------- | ---- |
| 1.  | 「パワー・オブ・ラヴ」(ラジオ・エディット)                                     | キャンディー・デルージュ、グンター・メンデ、メアリー・スーザン・アップルゲート、ジェニファー・ラッシュ | デイヴィッド・フォスター                           | 4:48 |
| 2.  | 「ビューティー・アンド・ザ・ビースト」(デュエット・ウィズ・ピーボ・ブライソン) | アラン・メンケン、ハワード・アッシュマン                                                               | ウォルター・アファナシエフ                         | 4:04 |
| 3.  | 「ビコーズ・ユー・ラヴド・ミー」                                               | ウォーレン                                                                                             | フォスター                                         | 4:35 |
| 4.  | 「イッツ・オール・カミング・バック・トゥ・ミー・ナウ」(ラジオ・エディット)     | ジム・スタインマン                                                                                     | スタインマン、スティーヴン・リンコフ、ロイ・ビタン | 5:32 |
| 5.  | 「オール・バイ・マイセルフ」(シングル・バージョン)                             | エリック・カルメン、セルゲイ・ラフマニノフ                                                             | フォスター                                         | 4:24 |
| 6.  | 「イモータリティ」(フィーチャリング・ビージーズ)                               | バリー・ギブ、ロビン・ギブ、モーリス・ギブ                                                             | アファナシエフ                                     | 4:12 |
| 7.  | 「トゥ・ラヴ・ユー・モア」(ラジオ・エディット)                                 | フォスター、ジュニア・マイルズ                                                                         | フォスター                                         | 4:41 |
| 8.  | 「マイ・ハート・ウィル・ゴー・オン」                                           | ジェームズ・ホーナー、ウィル・ジェニングス                                                             | アファナシエフ、ホーナー                           | 4:42 |
| 9.  | 「ビー・ザ・マン」                                                             | フォスター、マイルズ                                                                                   | フォスター                                         | 4:39 |
| 10. | 「アイム・ユア・エンジェル」(デュエット・ウィズ・R・ケリー)                    | ケリー                                                                                                 | ケリー                                             | 5:31 |
| 11. | 「ザッツ・ザ・ウェイ・イット・イズ」                                           | クリスチャン・ランディン、マックス・マーティン、アンドレアス・カールソン                               | マーティン、ランディン                             | 4:03 |
| 12. | 「イフ・ウォールズ・クッド・トーク」                                           | ロバート・ジョン・"マット"・ランジ                                                                     | ランジ                                             | 5:19 |
| 13. | 「ザ・ファースト・タイム・エバー・アイ・ソー・ユア・フェイス」                 | イワン・マッコール                                                                                     | フォスター                                         | 4:09 |
| 14. | 「オール・ザ・ウェイ」(デュエット・ウィズ・フランク・シナトラ)                 | ジェームズ・ヴァン・ヒューゼン、サミー・カーン                                                         | フォスター、ルネ・アンジェリル                     | 3:53 |
| 15. | 「ゼン・ユー・ルック・アット・ミー」                                           | ホーナー、ジェニングス                                                                                 | フォスター、ホーナー、サイモン・フラングレン       | 4:11 |
| 16. | 「アイ・ウォント・ユー・トゥ・ニード・ミー」                                   | ウォーレン                                                                                             | マット・サーレティック                             | 4:36 |
| 17. | 「リヴ（フォー・ザ・ワン・アイ・ラヴ）」                                       | リシャール・コッチァンテ、リュック・プラモンドン、ジェニングス                                         | フォスター、フンベルト・ガティカ                   | 3:58 |

| #   | タイトル                                                                       | 作詞・作曲                                   | プロデューサー                     | 時間 |
| --- | ------------------------------------------------------------------------------ | -------------------------------------------- | ---------------------------------- | ---- |
| 1.  | 「パワー・オブ・ラヴ」(ラジオ・エディット)                                     | デルージュ、メンデ、アップルゲート、ラッシュ | フォスター                         | 4:48 |
| 2.  | 「イフ・ユー・アスクト・ミー・トゥ」                                           | ダイアン・ウォーレン                         | ガイ・ロッシェ                     | 3:55 |
| 3.  | 「ビューティー・アンド・ザ・ビースト」(デュエット・ウィズ・ピーボ・ブライソン) | メンケン、アッシュマン                       | アファナシエフ                     | 4:04 |
| 4.  | 「ビコーズ・ユー・ラヴド・ミー」                                               | ウォーレン                                   | フォスター                         | 4:35 |
| 5.  | 「イッツ・オール・カミング・バック・トゥ・ミー・ナウ」(ラジオ・エディット)     | スタインマン                                 | スタインマン、リンコフ、ビタン     | 5:32 |
| 6.  | 「ラヴ・キャン・ムーヴ・マウンテンズ」(ラジオ・エディット)                     | ウォーレン                                   | リック・ウエイク                   | 4:01 |
| 7.  | 「トゥ・ラヴ・ユー・モア」(ラジオ・エディット)                                 | フォスター、ジュニア・マイルズ               | フォスター                         | 4:41 |
| 8.  | 「マイ・ハート・ウィル・ゴー・オン」                                           | ホーナー、ジェニングス                       | アファナシエフ、ホーナー           | 4:42 |
| 9.  | 「アイム・ユア・エンジェル」(デュエット・ウィズ・R・ケリー)                    | ケリー                                       | ケリー                             | 5:31 |
| 10. | 「ザッツ・ザ・ウェイ・イット・イズ」                                           | ランディン、マーティン、カールソン           | マーティン、ランディン             | 4:03 |
| 11. | 「イフ・ウォールズ・クッド・トーク」                                           | ランジ                                       | ランジ                             | 5:19 |
| 12. | 「ザ・ファースト・タイム・エバー・アイ・ソー・ユア・フェイス」                 | マッコール                                   | フォスター                         | 4:09 |
| 13. | 「オール・ザ・ウェイ」(デュエット・ウィズ・フランク・シナトラ)                 | ヒューゼン、カーン                           | フォスター、アンジェリル           | 3:53 |
| 14. | 「ゼン・ユー・ルック・アット・ミー」                                           | ホーナー、ジェニングス                       | フォスター、ホーナー、フラングレン | 4:11 |
| 15. | 「アイ・ウォント・ユー・トゥ・ニード・ミー」                                   | ウォーレン                                   | サーレティック                     | 4:36 |
| 16. | 「リヴ（フォー・ザ・ワン・アイ・ラヴ）」                                       | コッチァンテ、プラモンドン、ジェニングス     | フォスター、ガティカ               | 3:58 |

| #   | タイトル                                                                       | 作詞・作曲                                   | プロデューサー                     | 時間 |
| --- | ------------------------------------------------------------------------------ | -------------------------------------------- | ---------------------------------- | ---- |
| 1.  | 「パワー・オブ・ラヴ」(ラジオ・エディット)                                     | デルージュ、メンデ、アップルゲート、ラッシュ | フォスター                         | 4:48 |
| 2.  | 「ビューティー・アンド・ザ・ビースト」(デュエット・ウィズ・ピーボ・ブライソン) | メンケン、アッシュマン                       | アファナシエフ                     | 4:04 |
| 3.  | 「ビコーズ・ユー・ラヴド・ミー」                                               | ウォーレン                                   | フォスター                         | 4:35 |
| 4.  | 「イッツ・オール・カミング・バック・トゥ・ミー・ナウ」(ラジオ・エディット)     | スタインマン                                 | スタインマン、リンコフ、ビタン     | 5:32 |
| 5.  | 「イモータリティ」(フィーチャリング・ビージーズ)                               | B・ギブ、R・ギブ、M・ギブ                    | アファナシエフ                     | 4:12 |
| 6.  | 「トゥ・ラヴ・ユー・モア」(ラジオ・エディット)                                 | フォスター、ジュニア・マイルズ               | フォスター                         | 4:41 |
| 7.  | 「マイ・ハート・ウィル・ゴー・オン」                                           | ホーナー、ジェニングス                       | アファナシエフ、ホーナー           | 4:42 |
| 8.  | 「ビー・ザ・マン」                                                             | フォスター、マイルズ                         | フォスター                         | 4:39 |
| 9.  | 「アイム・ユア・エンジェル」(デュエット・ウィズ・R・ケリー)                    | ケリー                                       | ケリー                             | 5:31 |
| 10. | 「ザッツ・ザ・ウェイ・イット・イズ」                                           | ランディン、マーティン、カールソン           | マーティン、ランディン             | 4:03 |
| 11. | 「イフ・ウォールズ・クッド・トーク」                                           | ランジ                                       | ランジ                             | 5:19 |
| 12. | 「ザ・ファースト・タイム・エバー・アイ・ソー・ユア・フェイス」                 | マッコール                                   | フォスター                         | 4:09 |
| 13. | 「オール・ザ・ウェイ」(デュエット・ウィズ・フランク・シナトラ)                 | ヒューゼン、カーン                           | フォスター、アンジェリル           | 3:53 |
| 14. | 「ゼン・ユー・ルック・アット・ミー」                                           | ホーナー、ジェニングス                       | フォスター、ホーナー、フラングレン | 4:11 |
| 15. | 「アイ・ウォント・ユー・トゥ・ニード・ミー」                                   | ウォーレン                                   | サーレティック                     | 4:36 |
| 16. | 「リヴ（フォー・ザ・ワン・アイ・ラヴ）」                                       | コッチァンテ、プラモンドン、ジェニングス     | フォスター、ガティカ               | 3:58 |

| #   | タイトル                                                                       | 作詞・作曲                                                               | プロデューサー                         | 時間 |
| --- | ------------------------------------------------------------------------------ | ------------------------------------------------------------------------ | -------------------------------------- | ---- |
| 1.  | 「パワー・オブ・ラヴ」(ラジオ・エディット)                                     | デルージュ、メンデ、アップルゲート、ラッシュ                             | フォスター                             | 4:48 |
| 2.  | 「ビューティー・アンド・ザ・ビースト」(デュエット・ウィズ・ピーボ・ブライソン) | メンケン、アッシュマン                                                   | アファナシエフ                         | 4:04 |
| 3.  | 「シンク・トワイス」                                                           | アンディ・ヒル、ピート・シンフィールド                                   | クリストファー・ニール、アルド・ノヴァ | 4:48 |
| 4.  | 「ビコーズ・ユー・ラヴド・ミー」                                               | ウォーレン                                                               | フォスター                             | 4:35 |
| 5.  | 「イッツ・オール・カミング・バック・トゥ・ミー・ナウ」(ラジオ・エディット)     | スタインマン                                                             | スタインマン、リンコフ、ビタン         | 5:32 |
| 6.  | 「イモータリティ」(フィーチャリング・ビージーズ)                               | B・ギブ、R・ギブ、M・ギブ                                                | アファナシエフ                         | 4:12 |
| 7.  | 「トゥ・ラヴ・ユー・モア」(ラジオ・エディット)                                 | フォスター、ジュニア・マイルズ                                           | フォスター                             | 4:41 |
| 8.  | 「マイ・ハート・ウィル・ゴー・オン」                                           | ホーナー、ジェニングス                                                   | アファナシエフ、ホーナー               | 4:42 |
| 9.  | 「フォーリング・イントゥ・ユー」                                               | ビリー・スタインバーグ、リック・ノウェルズ、マリー・クレール・デュバルド | スタインバーグ、ノウェルズ             | 4:18 |
| 10. | 「ザッツ・ザ・ウェイ・イット・イズ」                                           | ランディン、マーティン、カールソン                                       | マーティン、ランディン                 | 4:03 |
| 11. | 「イフ・ウォールズ・クッド・トーク」                                           | ランジ                                                                   | ランジ                                 | 5:19 |
| 12. | 「ザ・ファースト・タイム・エバー・アイ・ソー・ユア・フェイス」                 | マッコール                                                               | フォスター                             | 4:09 |
| 13. | 「オール・ザ・ウェイ」(デュエット・ウィズ・フランク・シナトラ)                 | ヒューゼン、カーン                                                       | フォスター、アンジェリル               | 3:53 |
| 14. | 「ゼン・ユー・ルック・アット・ミー」                                           | ホーナー、ジェニングス                                                   | フォスター、ホーナー、フラングレン     | 4:11 |
| 15. | 「アイ・ウォント・ユー・トゥ・ニード・ミー」                                   | ウォーレン                                                               | サーレティック                         | 4:36 |
| 16. | 「リヴ（フォー・ザ・ワン・アイ・ラヴ）」                                       | コッチァンテ、プラモンドン、ジェニングス                                 | フォスター、ガティカ                   | 3:58 |

| #   | タイトル                                                                       | 作詞・作曲                                   | プロデューサー                     | 時間 |
| --- | ------------------------------------------------------------------------------ | -------------------------------------------- | ---------------------------------- | ---- |
| 1.  | 「パワー・オブ・ラヴ」(ラジオ・エディット)                                     | デルージュ、メンデ、アップルゲート、ラッシュ | フォスター                         | 4:48 |
| 2.  | 「イフ・ユー・アスクト・ミー・トゥ」                                           | ウォーレン                                   | ロッシェ                           | 3:55 |
| 3.  | 「ビューティー・アンド・ザ・ビースト」(デュエット・ウィズ・ピーボ・ブライソン) | メンケン、アッシュマン                       | アファナシエフ                     | 4:04 |
| 4.  | 「Sola Otra Vez」                                                              | カルメン、ラフマニノフ、マニー・ベニート     | フォスター                         | 5:12 |
| 5.  | 「ビコーズ・ユー・ラヴド・ミー」                                               | ウォーレン                                   | フォスター                         | 4:35 |
| 6.  | 「イッツ・オール・カミング・バック・トゥ・ミー・ナウ」(ラジオ・エディット)     | スタインマン                                 | スタインマン、リンコフ、ビタン     | 5:32 |
| 7.  | 「トゥ・ラヴ・ユー・モア」(ラジオ・エディット)                                 | フォスター、ジュニア・マイルズ               | フォスター                         | 4:41 |
| 8.  | 「マイ・ハート・ウィル・ゴー・オン」                                           | ホーナー、ジェニングス                       | アファナシエフ、ホーナー           | 4:42 |
| 9.  | 「アイム・ユア・エンジェル」(デュエット・ウィズ・R・ケリー)                    | ケリー                                       | ケリー                             | 5:31 |
| 10. | 「ザッツ・ザ・ウェイ・イット・イズ」                                           | ランディン、マーティン、カールソン           | マーティン、ランディン             | 4:03 |
| 11. | 「イフ・ウォールズ・クッド・トーク」                                           | ランジ                                       | ランジ                             | 5:19 |
| 12. | 「ザ・ファースト・タイム・エバー・アイ・ソー・ユア・フェイス」                 | マッコール                                   | フォスター                         | 4:09 |
| 13. | 「オール・ザ・ウェイ」(デュエット・ウィズ・フランク・シナトラ)                 | ヒューゼン、カーン                           | フォスター、アンジェリル           | 3:53 |
| 14. | 「ゼン・ユー・ルック・アット・ミー」                                           | ホーナー、ジェニングス                       | フォスター、ホーナー、フラングレン | 4:11 |
| 15. | 「アイ・ウォント・ユー・トゥ・ニード・ミー」                                   | ウォーレン                                   | サーレティック                     | 4:36 |
| 16. | 「リヴ（フォー・ザ・ワン・アイ・ラヴ）」                                       | コッチァンテ、プラモンドン、ジェニングス     | フォスター、ガティカ               | 3:58 |

| #   | タイトル                                                                       | 作詞・作曲                                   | プロデューサー                     | 時間 |
| --- | ------------------------------------------------------------------------------ | -------------------------------------------- | ---------------------------------- | ---- |
| 1.  | 「パワー・オブ・ラヴ」(ラジオ・エディット)                                     | デルージュ、メンデ、アップルゲート、ラッシュ | フォスター                         | 4:48 |
| 2.  | 「ビューティー・アンド・ザ・ビースト」(デュエット・ウィズ・ピーボ・ブライソン) | メンケン、アッシュマン                       | アファナシエフ                     | 4:04 |
| 3.  | 「シンク・トワイス」                                                           | ヒル、シンフィールド                         | ニール、ノヴァ                     | 4:48 |
| 4.  | 「ビコーズ・ユー・ラヴド・ミー」                                               | ウォーレン                                   | フォスター                         | 4:35 |
| 5.  | 「イッツ・オール・カミング・バック・トゥ・ミー・ナウ」(ラジオ・エディット)     | スタインマン                                 | スタインマン、リンコフ、ビタン     | 5:32 |
| 6.  | 「イモータリティ」(フィーチャリング・ビージーズ)                               | B・ギブ、R・ギブ、M・ギブ                    | アファナシエフ                     | 4:12 |
| 7.  | 「トゥ・ラヴ・ユー・モア」(ラジオ・エディット)                                 | フォスター、ジュニア・マイルズ               | フォスター                         | 4:41 |
| 8.  | 「マイ・ハート・ウィル・ゴー・オン」                                           | ホーナー、ジェニングス                       | アファナシエフ、ホーナー           | 4:42 |
| 9.  | 「アイム・ユア・エンジェル」(デュエット・ウィズ・R・ケリー)                    | ケリー                                       | ケリー                             | 5:31 |
| 10. | 「ザッツ・ザ・ウェイ・イット・イズ」                                           | ランディン、マーティン、カールソン           | マーティン、ランディン             | 4:03 |
| 11. | 「イフ・ウォールズ・クッド・トーク」                                           | ランジ                                       | ランジ                             | 5:19 |
| 12. | 「ザ・ファースト・タイム・エバー・アイ・ソー・ユア・フェイス」                 | マッコール                                   | フォスター                         | 4:09 |
| 13. | 「オール・ザ・ウェイ」(デュエット・ウィズ・フランク・シナトラ)                 | ヒューゼン、カーン                           | フォスター、アンジェリル           | 3:53 |
| 14. | 「ゼン・ユー・ルック・アット・ミー」                                           | ホーナー、ジェニングス                       | フォスター、ホーナー、フラングレン | 4:11 |
| 15. | 「アイ・ウォント・ユー・トゥ・ニード・ミー」                                   | ウォーレン                                   | サーレティック                     | 4:36 |
| 16. | 「リヴ（フォー・ザ・ワン・アイ・ラヴ）」                                       | コッチァンテ、プラモンドン、ジェニングス     | フォスター、ガティカ               | 3:58 |

| #   | タイトル                                                                       | 作詞・作曲                                   | プロデューサー                     | 時間 |
| --- | ------------------------------------------------------------------------------ | -------------------------------------------- | ---------------------------------- | ---- |
| 1.  | 「パワー・オブ・ラヴ」(ラジオ・エディット)                                     | デルージュ、メンデ、アップルゲート、ラッシュ | フォスター                         | 4:48 |
| 2.  | 「ビューティー・アンド・ザ・ビースト」(デュエット・ウィズ・ピーボ・ブライソン) | メンケン、アッシュマン                       | アファナシエフ                     | 4:04 |
| 3.  | 「オール・バイ・マイセルフ」                                                   | カルメン、ラフマニノフ                       | フォスター                         | 5:11 |
| 4.  | 「ビコーズ・ユー・ラヴド・ミー」                                               | ウォーレン                                   | フォスター                         | 4:35 |
| 5.  | 「イッツ・オール・カミング・バック・トゥ・ミー・ナウ」(ラジオ・エディット)     | スタインマン                                 | スタインマン、リンコフ、ビタン     | 5:32 |
| 6.  | 「イモータリティ」(フィーチャリング・ビージーズ)                               | B・ギブ、R・ギブ、M・ギブ                    | アファナシエフ                     | 4:12 |
| 7.  | 「トゥ・ラヴ・ユー・モア」(ラジオ・エディット)                                 | フォスター、ジュニア・マイルズ               | フォスター                         | 4:41 |
| 8.  | 「マイ・ハート・ウィル・ゴー・オン」                                           | ホーナー、ジェニングス                       | アファナシエフ、ホーナー           | 4:42 |
| 9.  | 「アイム・ユア・エンジェル」(デュエット・ウィズ・R・ケリー)                    | ケリー                                       | ケリー                             | 5:31 |
| 10. | 「ザッツ・ザ・ウェイ・イット・イズ」                                           | ランディン、マーティン、カールソン           | マーティン、ランディン             | 4:03 |
| 11. | 「イフ・ウォールズ・クッド・トーク」                                           | ランジ                                       | ランジ                             | 5:19 |
| 12. | 「ザ・ファースト・タイム・エバー・アイ・ソー・ユア・フェイス」                 | マッコール                                   | フォスター                         | 4:09 |
| 13. | 「オール・ザ・ウェイ」(デュエット・ウィズ・フランク・シナトラ)                 | ヒューゼン、カーン                           | フォスター、アンジェリル           | 3:53 |
| 14. | 「ゼン・ユー・ルック・アット・ミー」                                           | ホーナー、ジェニングス                       | フォスター、ホーナー、フラングレン | 4:11 |
| 15. | 「アイ・ウォント・ユー・トゥ・ニード・ミー」                                   | ウォーレン                                   | サーレティック                     | 4:36 |
| 16. | 「リヴ（フォー・ザ・ワン・アイ・ラヴ）」                                       | コッチァンテ、プラモンドン、ジェニングス     | フォスター、ガティカ               | 3:58 |

| #   | タイトル                                                                       | 作詞・作曲                                   | プロデューサー                     | 時間 |
| --- | ------------------------------------------------------------------------------ | -------------------------------------------- | ---------------------------------- | ---- |
| 1.  | 「パワー・オブ・ラヴ」(ラジオ・エディット)                                     | デルージュ、メンデ、アップルゲート、ラッシュ | フォスター                         | 4:48 |
| 2.  | 「ビューティー・アンド・ザ・ビースト」(デュエット・ウィズ・ピーボ・ブライソン) | メンケン、アッシュマン                       | アファナシエフ                     | 4:04 |
| 3.  | 「ビコーズ・ユー・ラヴド・ミー」                                               | ウォーレン                                   | フォスター                         | 4:35 |
| 4.  | 「イッツ・オール・カミング・バック・トゥ・ミー・ナウ」(ラジオ・エディット)     | スタインマン                                 | スタインマン、リンコフ、ビタン     | 5:32 |
| 5.  | 「Sola Otra Vez」                                                              | カルメン、ラフマニノフ、ベニート             | フォスター                         | 5:12 |
| 6.  | 「イモータリティ」(フィーチャリング・ビージーズ)                               | B・ギブ、R・ギブ、M・ギブ                    | アファナシエフ                     | 4:12 |
| 7.  | 「トゥ・ラヴ・ユー・モア」(ラジオ・エディット)                                 | フォスター、ジュニア・マイルズ               | フォスター                         | 4:41 |
| 8.  | 「マイ・ハート・ウィル・ゴー・オン」                                           | ホーナー、ジェニングス                       | アファナシエフ、ホーナー           | 4:42 |
| 9.  | 「アイム・ユア・エンジェル」(デュエット・ウィズ・R・ケリー)                    | ケリー                                       | ケリー                             | 5:31 |
| 10. | 「ザッツ・ザ・ウェイ・イット・イズ」                                           | ランディン、マーティン、カールソン           | マーティン、ランディン             | 4:03 |
| 11. | 「イフ・ウォールズ・クッド・トーク」                                           | ランジ                                       | ランジ                             | 5:19 |
| 12. | 「ザ・ファースト・タイム・エバー・アイ・ソー・ユア・フェイス」                 | マッコール                                   | フォスター                         | 4:09 |
| 13. | 「オール・ザ・ウェイ」(デュエット・ウィズ・フランク・シナトラ)                 | ヒューゼン、カーン                           | フォスター、アンジェリル           | 3:53 |
| 14. | 「ゼン・ユー・ルック・アット・ミー」                                           | ホーナー、ジェニングス                       | フォスター、ホーナー、フラングレン | 4:11 |
| 15. | 「アイ・ウォント・ユー・トゥ・ニード・ミー」                                   | ウォーレン                                   | サーレティック                     | 4:36 |
| 16. | 「リヴ（フォー・ザ・ワン・アイ・ラヴ）」                                       | コッチァンテ、プラモンドン、ジェニングス     | フォスター、ガティカ               | 3:58 |

## 発売日
| 地域           | 日付           | レーベル           | 規格   | 品番                |
| -------------- | -------------- | ------------------ | ------ | ------------------- |
| ヨーロッパ     | 1999年11月12日 | コロムビア         | CD     | 4960942             |
| 日本           | 1999年11月13日 | エピック           | CD     | ESCA 8070           |
| イギリス       | 1999年11月15日 | エピック           | CD     | 4960942             |
| 北米           | 1999年11月16日 | エピック           | CD     | 63760               |
| 韓国           | 1999年11月17日 | エピック/550 Music | CD     | CPK-2139            |
| 韓国           | 1999年11月17日 | エピック/550 Music | CD/VHS | CPK-2139 (期間限定) |
| オーストラリア | 1999年11月19日 | エピック           | CD     | 4951112             |
| 北米           | 2001年8月14日  | エピック           | SACD   | 4960945             |
| ヨーロッパ     | 2002年4月29日  | コロムビア         | SACD   | 4960945             |
| オーストラリア | 2003年3月14日  | エピック           | SACD   | 4960945             |
| オーストラリア | 2003年9月19日  | エピック           | CD/DVD | 5123883             |
| ヨーロッパ     | 2003年10月20日 | コロムビア         | CD/DVD | 5123889             |
| 日本           | 2006年8月14日  | エピック           | SACD   | B00005G54N          |
| ヨーロッパ     | 2008年4月11日  | コロムビア         | CD     | 88697282452         |
| 韓国           | 2008年4月23日  | コロムビア         | CD     | SB30424C            |
| オーストラリア | 2008年3月12日  | コロムビア         | CD     | 88697282452         |